# Phumosia rossi
Phumosia rossi este o specie de muște din genul Phumosia, familia Calliphoridae, descrisă de Nesbitt în anul 1975. Conform Catalogue of Life specia Phumosia rossi nu are subspecii cunoscute.